# Tridactyle furcistipes
Tridactyle furcistipes är en orkidéart som beskrevs av Victor Samuel Summerhayes. Tridactyle furcistipes ingår i släktet Tridactyle och familjen orkidéer. Inga underarter finns listade i Catalogue of Life.